# Carlos Homs
Carlos Homs (* um 1990) ist ein US-amerikanischer Jazzmusiker (Piano, Keyboard, Komposition) des Modern  Creative.

## Leben und Wirken
Carlos Homs, der aus New York City stammt, wuchs in den 1990er-Jahren in New Jersey auf. Er absolvierte ein Musikstudium an der New School University und studierte Klangdesign am Berklee College of Music. Seit den frühen 2010er-Jahren arbeitet er in New York in verschiedenen musikalischen Bereichen, mit Hip-Hop-, Pop-, Jazz- und Avantgarde-Künstlern wie Peter Evans, Tyshawn Sorey, Pete Robbins und Mos Def,  Bernard Purdie, Jim Black, Reggie Workman, Steve Lehman, Kim Thompson, Jason Palmer, James Moody, Michael Moore, Wolter Wierbos, Mustafa da Poet, dem Brooklyn Philharmonic Orchestra und anderen. Mit dem kollaborativen Trio ARK legte er ein gleichnamiges Album (2015) vor (mit Bassist Karl McComas-Reichl und dem Schlagzeuger Colin Stranahan).
2014 arbeitete er als musikalischer Leiter für die Broadway-Aufführungen Rock of Ages und Burn the Floor. Homs war auch Keyboarder in der lokalen Jam-Band MUN und spielte auf Festivals und Veranstaltungsorten wie Farm Fest, The Catskill Chill, Brooklyn Bowl, 8x10 (Baltimore) und Garcia's. Er spielt außerdem in Aaron Burnetts Big Machine (mit Peter Evans, Nicholas Jozwiak, Tyshawn Sorey) und gegenwärtig (2019) mit Buzz Donald & Friends.

## Diskographische Hinweise
- Peter Evans Quintet: Ghosts (More Is More Records, 2011)
- Steve Lehman: Selebeyone (Pi Recordings, 2016), mit Gaston Bandimic, Hprizm, Maciek Lasserre, Drew Gress, Damion Reid
- Aaron Burnett & The Big Machine: Anomaly (Fresh Sound New Talent, 2018), mit Peter Evans, Corey Wilcox, Aaron Burnett, Joel Ross, Nick Jozwiak, Tyshawn Sorey